# Дзвіниця святого Степаноса
Дзвіни́ця свято́го Степа́носа, також Вірме́нська дзвіни́ця та Капли́ця свято́го Степа́носа — дзвіниця XV — XVI століття, розташована у вірменському кварталі міста Кам'янець-Подільський. Була частиною вірменського собору св. Миколая (XV століття), який не зберігся до наших днів. Деякий час в дзвіниці перебувала легендарна ікона Вірменської Богородиці, дуже шанована католиками, православними та послідовниками вірменської церкви.

## Історія

### Будівництво
До наших днів дійшла дзвіниця святого Степаноса (XV—XVI століття), прибудована колись до вірменської церкви св. Миколая. Свою назву дзвіниця отримала в пам'ять про церкву святого Степаноса, що існувала в Кам'янці. Про спорудження дзвіниці в пам'ятних записах церкви говорилося 
|  | Зібралися одностайні панове судді та вирішили побудувати одну кам'яну дзвіницю для цього храму. І зібрався разом увесь народ — великі й малі, і почали будувати, сподіваючись на божу допомогу, допомагаючи хто грошима, хто особисто, хто кіньми, хто волами, хто власною силою та здійснили... |

Потім в них же було сказано, що єпископ Хачатур подарував «один великий та чудовий дзвін…», інший дзвін подарував Григор, що продовжив будівництво дзвіниці. Точна дата будівництва дзвіниці не відома. Але споруда достеменно була завершена до 1565 року, оскільки будівельник Григор, син заможного кам'янецького вірмена Затіка, помер у цьому році.

### Подальша доля
У період турецької окупації разом із церквою була пошкоджена також дзвіниця, дзвони якої були викрадені. Після відходу турків до міста повернули ікону Вірменської Богородиці. Вірменські церкви святого Миколая та Благовіщення перебували у зруйнованому стані, тому 22 травня 1700 року ікона була встановлена в каплиці святого Степаноса, яку нашвидкоруч збудовали у дзвіниці церкви святого Миколая.
В XIX столітті дзвіниця мала два дзвони: менший 1701 року та більший 1722 року. Під час Першої та Другої світових воєн дзвіниця була сильно пошкоджена. У 1958 році Комітет з охорони давнини Української РСР відновив дзвіницю та оголосив її пам'яткою, що знаходиться під захистом держави.
У 1978 році її вивчали фахівці з Києва. Дослідники виявили архітектурні елементи аналогічні елементам церкви Всеспасителя (957—962) вірменського церковного комплексу у Санаїні (Вірменія). За результатами досліджень першого поверху дзвіниці, на східній та північній стінах та частково на західній виявлено залишки живопису, виконаного у вохристих та червоних кольорах. За характером та стильовими прийомами цей живопис відноситься до періоду не пізніше XVIII століття. Роботи з відновлення розпису виконала бригада художників-реставраторів з Київської реставраційної майстерні. У 1983 році планувалося завершення реставрації живопису. У будівлі дзвіниці планувалося розмістити експозицію «Вірмено-українські зв'язки». На думку фахівців, дзвіниця є одним з найцікавіших вірменських пам'ятників міста, в якому вдало поєднано різноманітні архітектурні прийоми з високим рівнем художнього втілення.

### Сучасний стан

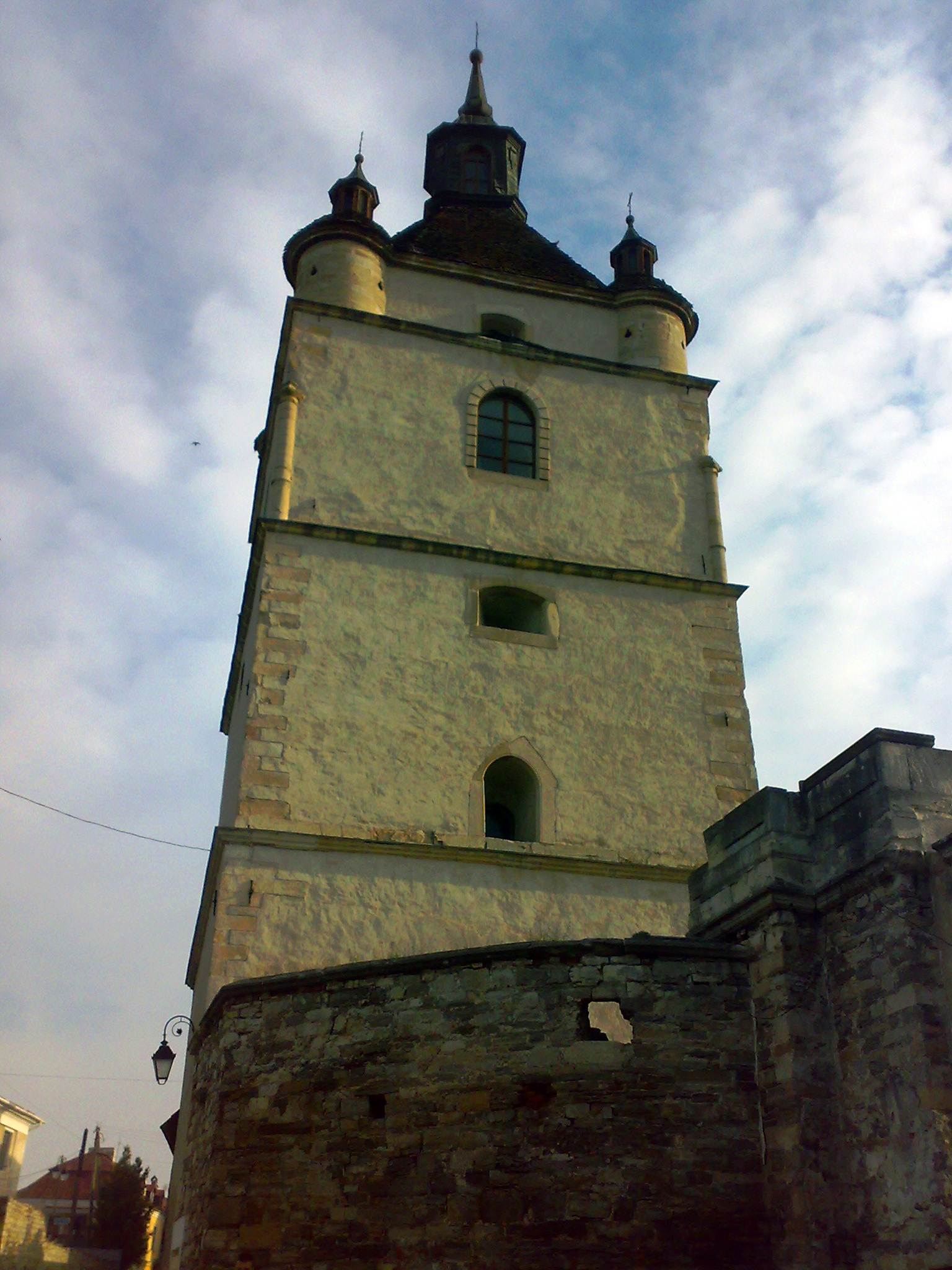
Дзвіниця святого Степаноса

У 2005 році земля, на якій розташовані руїни храму святого Миколая та дзвіниця святого Степаноса, була передана вірменській громаді міста, а міський голова Олександр Мазурчак, у присутності посла Вірменії в Україні Армена Хачатряна, обіцяв відновити вірменський храм. У зв'язку з цим на руїнах церкви освятили хресний камінь — хачкар. У 2014 році Українська православна церква Київського патріархату після реставрації офіційно передала вірменам України руїни храму святого Миколая та дзвіницю святого Степаноса.

## Архітектура
Дзвіниця святого Степаноса стояла окремо від церкви святого Миколая. Одночасно з церковними потребами дзвіниця виконувала оборонні функції — будувалася вона як бойова вежа. Дзвіниця являє собою п'ятиповерхову кам'яну будівлю із загостреним пірамідальним дахом, на чотирьох кутах якої розташовані маленькі вежі. У кожній з веж є по дві бійниці.